# Kannelmäki
Kannelmäki (en suédois : Gamlas) est une section du quartier de Kaarela à Helsinki en Finlande.

## Description

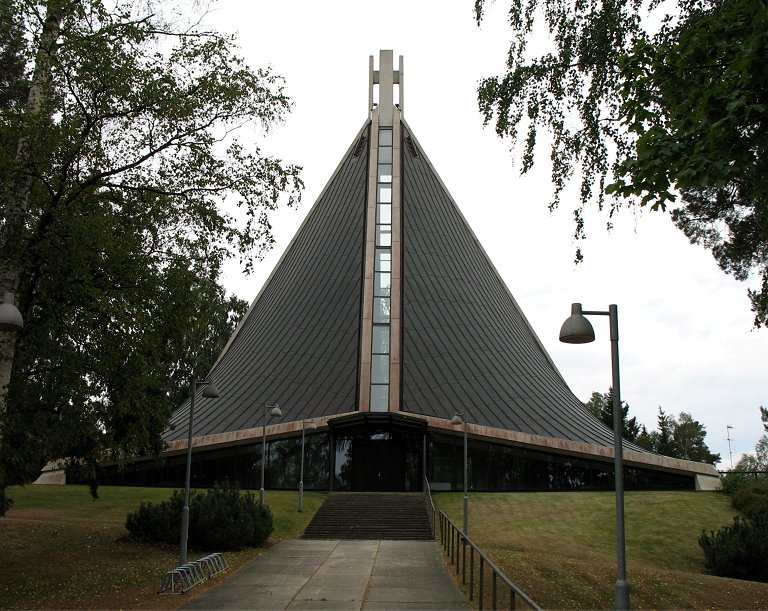
Église de Kannelmäki.

Kannelmäki a une superficie de 1,98 km2, sa population s'élève à 12 770 habitants(1.1.2009) et il offre 2 924 emplois (31.12.2005). Situé à un 10 km du centre-ville d'Helsinki, les limites du quartier sont définies au sud par le premier périphérique, à l'est par la nationale 3, à l'ouest et au nord par le petit cours d'eau Mätäjoki traversé par le pont du Piijoki.

## Transports
La gare de Kannelmäki est l'une des gares de train de banlieue de la ligne d'Huopalahti à Vantaankoski. 
Les trains I et P s'arrêtent en gare de Kannelmäki.
En 2028, Kannelmäki deviendra le terminus de la ligne 14 du Tramway d'Helsinki.

## Galerie

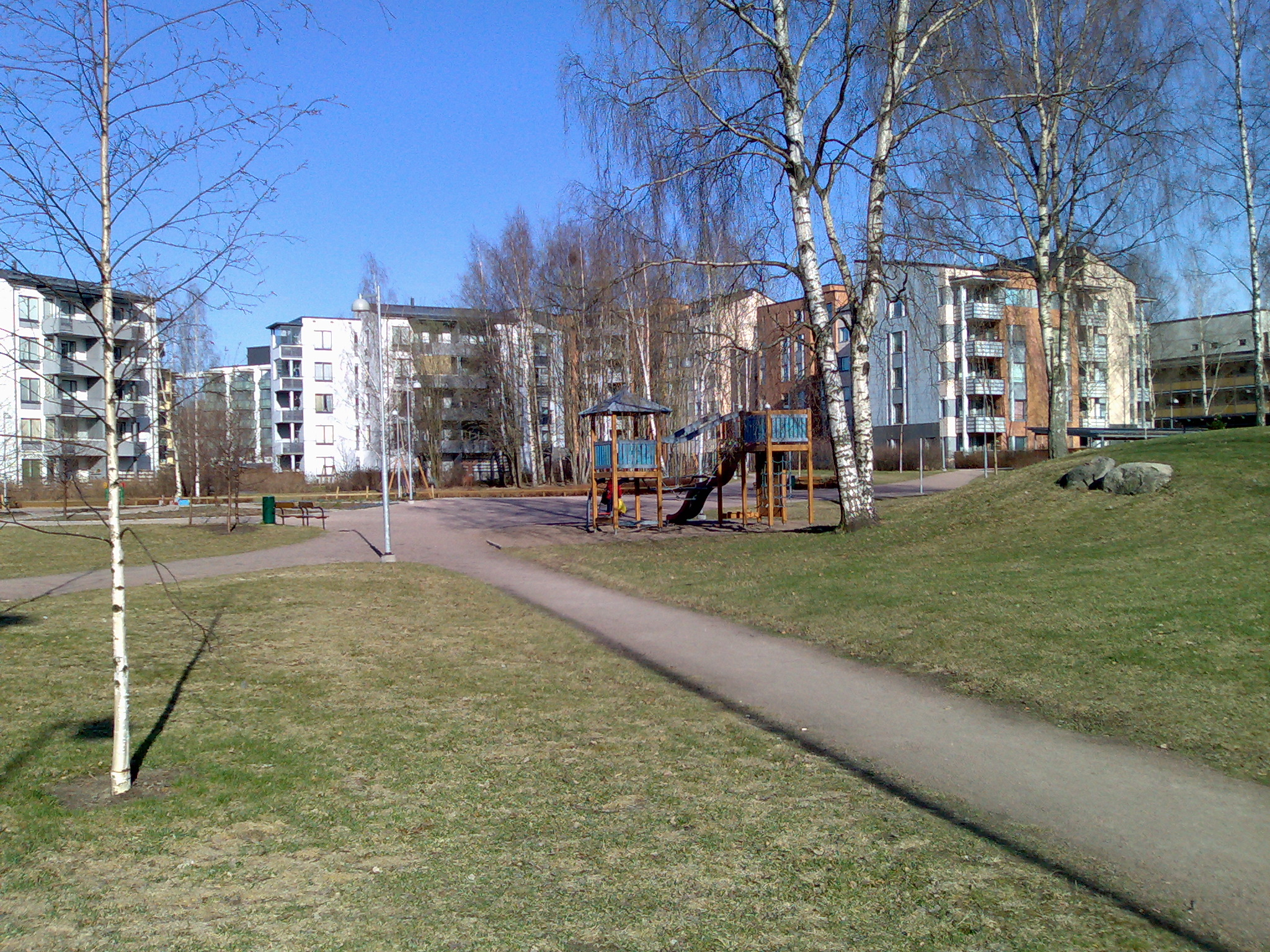
Bâtiments résidentiels de Kannelmäki.
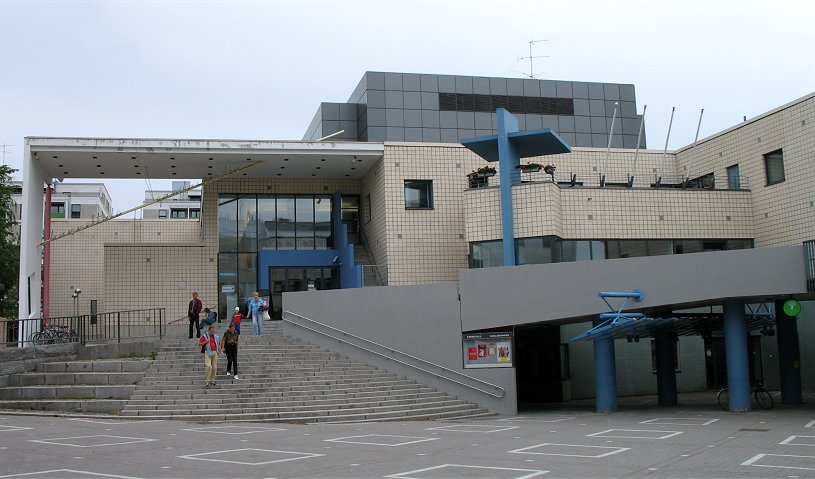
La Kanneltalo.
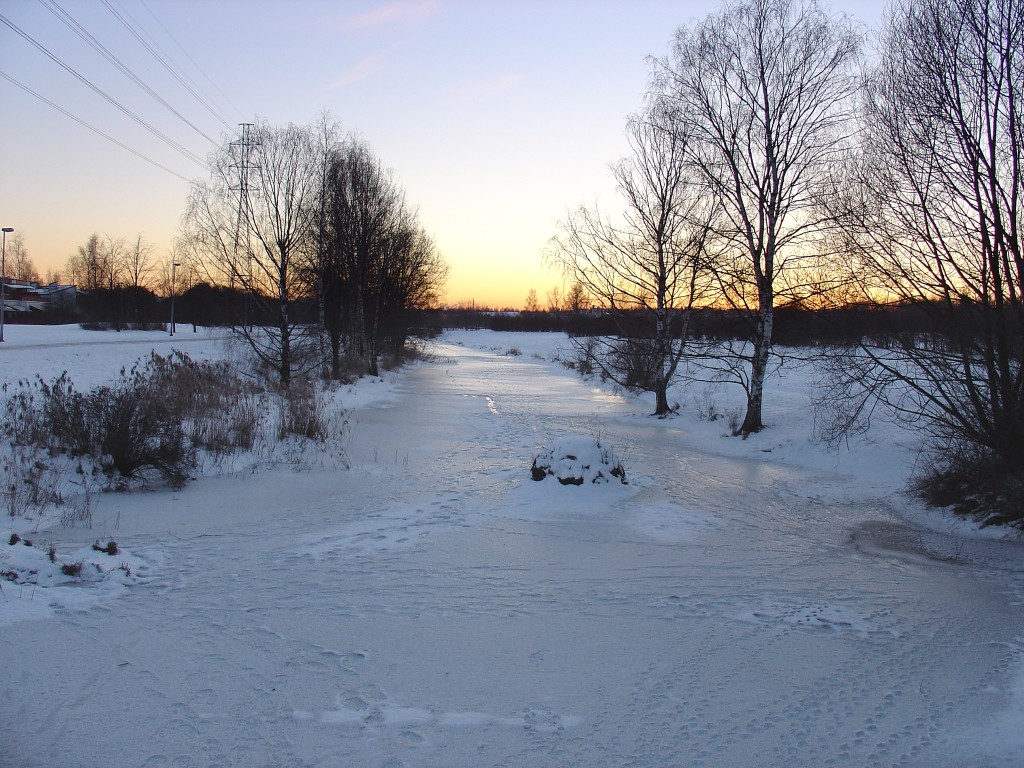
Rivière Mätäjoki à Kannelmäki.

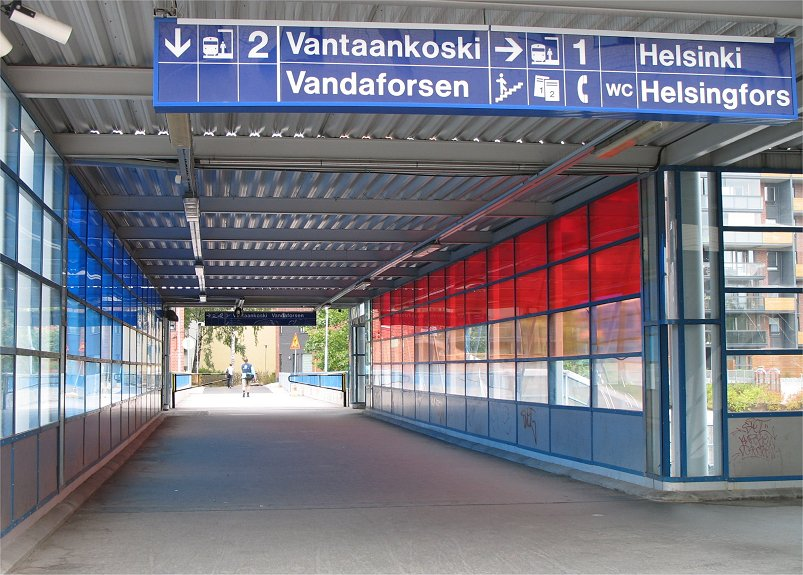
Pont piétonnier sur la voie ferroviaire à Kannelmäki.
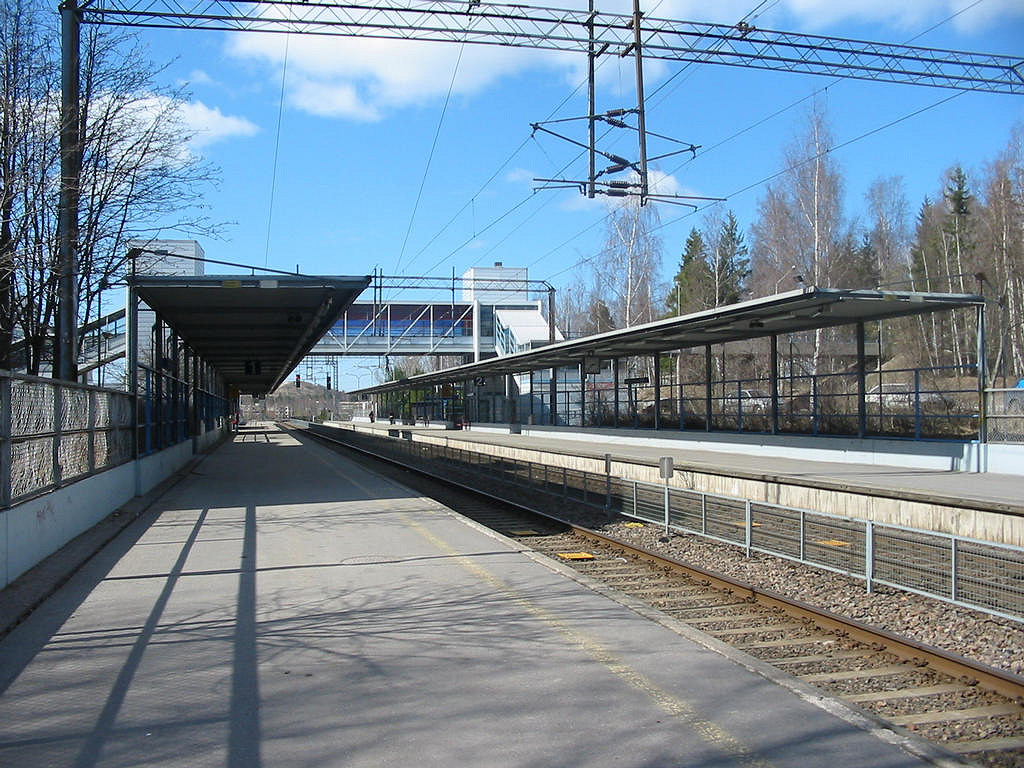
La gare de Kannelmäki.
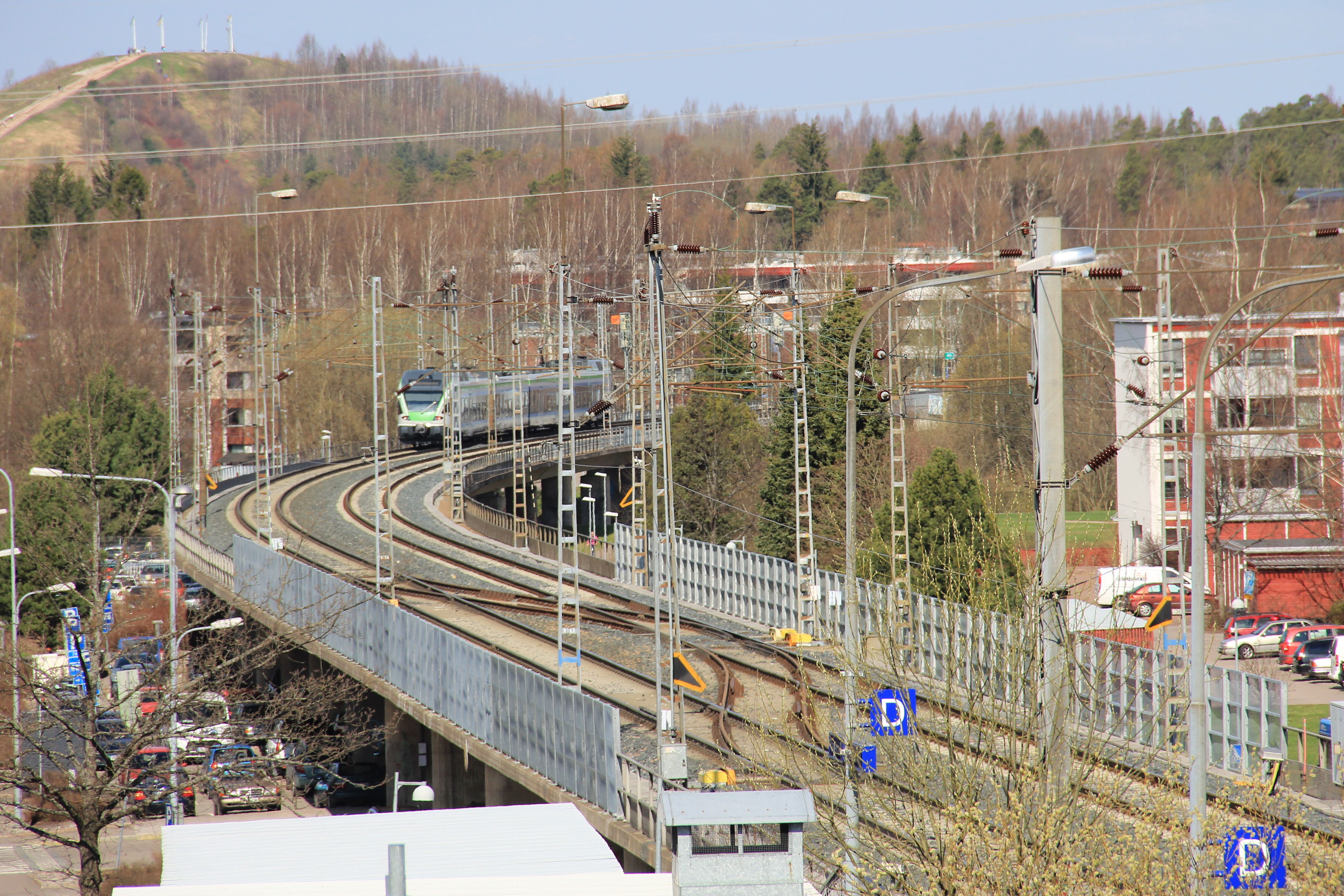
Le Pont du Piijoki vu de la gare.